# Європейська школа управління
Європейська школа управління (англ. European Administrative School, EAS) — міжвідомчий орган Європейського Союзу, що був заснований 26 січня 2005 року, завданням якого є сприяння співробітництву інститутів у сфері професійної підготовки службовців ЄС, підтримка процесу поширення спільних цінностей та гармонцізація професійних навичок, а також створення синергетичного ефекту у використанні людських та фінансових ресурсів.
Європейська школа управління належить до мережі Національних шкіл та інститутів державного управління ЄС і відіграє в ній активну роль. У штаті школи є два офіси, в яких працюють 18 осіб: 3 особи в офісі Люксембурга (bâtiment Drosbach) і 15 в офісі Брюсселя (rue De Mot).
Директор школи — Дейвід Вокер.

## Курси школи
Курси, що викладаються в школі, відкриті для службовців з інститутів ЄС, сприяючи, у такий спосіб, кращому взаємопорозумінню серед службовців ЄС.
- курси з менеджменту для персоналу, що виконує управлінські функції[5];
- вступні курси для новонабраного персоналу[5];
- тренінгові курси для службовців, які перебувають у резерві на управлінські посади[5].

## Тренінги школи
- тренінг «Зроби роботу своєї команди ефективною»;
- тренінг «Отже, ти хочеш очолювати підрозділ»;
- тренінг «Будь успішним новим керівником підрозділу»;
- тренінг «Ефективний керівник підрозділу»;
- тренінг «Досвідчений керівник підрозділу»;
- тренінг «Клуб лідерства»;
- тренінг «Ключові навички нових співробітників»;
- тренінг «Основний кошик навичок нового перосналу»;
- тренінг «Історія та практика розбудови об'єднаної Європи»;
- тренінг «Відкриваючи Брюссель»;
- тренінг «Соціальне та пенсійне забезпечення».